# Grymov
Grymov (en allemand : Grimstal) est une commune du district de Přerov, dans la région d'Olomouc, en République tchèque. Sa population s'élevait à 163 habitants en 2020.

## Géographie
Grymov se trouve à 5 km au nord-est de Přerov, à 22 km au sud-est d'Olomouc et à 230 km à l'est-sud-est de Prague.
La commune est limitée par Prosenice à l'ouest et au nord, par Radslavice à l'est et par Přerov au sud.

## Histoire
La première mention écrite de la localité date de 1788.